# جان رابرتس (بازیکن فوتبال، زاده ۱۸۹۱)
جان رابرتس (انگلیسی: John Roberts؛ زادهٔ ۲ نوامبر ۱۸۹۱) بازیکن فوتبال اهل اسکاتلند است.